# Chelonioidea
Chelonioidea is een superfamilie van schildpadden, waarvan alle soorten uitsluitend in zee leven.
Tot de superfamilie behoren twee families, de bekendste is de familie van de zeeschildpadden (Cheloniidae). De andere groep zijn de lederschildpadden, waarvan tegenwoordig nog maar één soort rondzwemt; de lederschildpad (Dermochelys coriacea).
De soorten uit de superfamilie Chelonioidea behoren tot de grootste schildpadden op aarde, de lederschildpad is met een schildlengte van over de twee meter de allergrootste schildpad, grotere exemplaren zijn ook wel aangetroffen. Een ander kenmerk is dat veel soorten doordat ze in zee leven een enorm verspreidingsgebied hebben. Alle zes soorten zeeschildpadden en ook de lederschildpad worden bedreigd door vervuiling en met name de stroperij op zowel de eitjes als de volwassen dieren. Met name de soepschildpad (Chelonia mydas) stond ooit te boek als bijna uitgestorven, maar tegenwoordig gaat het door intensieve fokprogrammas wat beter met de soort.
Alle soorten hebben een plat, gestroomlijnd schild en peddel-achtige poten, de lederschildpad wijkt duidelijk af door het ontbreken van hoornplaten op de rug. In plaats hiervan heeft de schildpad opstaande lengtekielen voor een betere stroomlijning.

## Taxonomie
Superfamilie Chelonioidea
- Familie Cheloniidae (Zeeschildpadden)
  - Onderfamilie Carettinae
  - Onderfamilie Cheloniinae
- Familie Dermochelyidae (Lederschildpadden)